# 江措林·土登格桑
江措林·土登格桑（藏語：རྒྱ་མཚོ་གླིང་ཐུབ་བསྟན་བསྐལ་བཟང，威利转写：rgya mtsho gling thub bstan bskal bzang，1910年—1974年），男，藏族，西藏堆龙德庆人，第七世江措林活佛。

## 生平
他是江措林寺的寺主活佛。幼年到哲蚌寺学经。1930年，获得拉然巴格西学位。曾经担任十四世达赖的首席侍读。1956年后，历任西藏自治区筹备委员会宗教事务委员会副主任、西藏自治区第二届政协副主席，中国佛教协会常务理事、中国佛教协会西藏分会副会长。在文化大革命中，他受到不公正对待。1974年圆寂。
1979年，崔科·顿珠才仁、桑颇·才旺仁增、江措林·土登格桑等人获得中共平反。